# Faber-Hochhaus

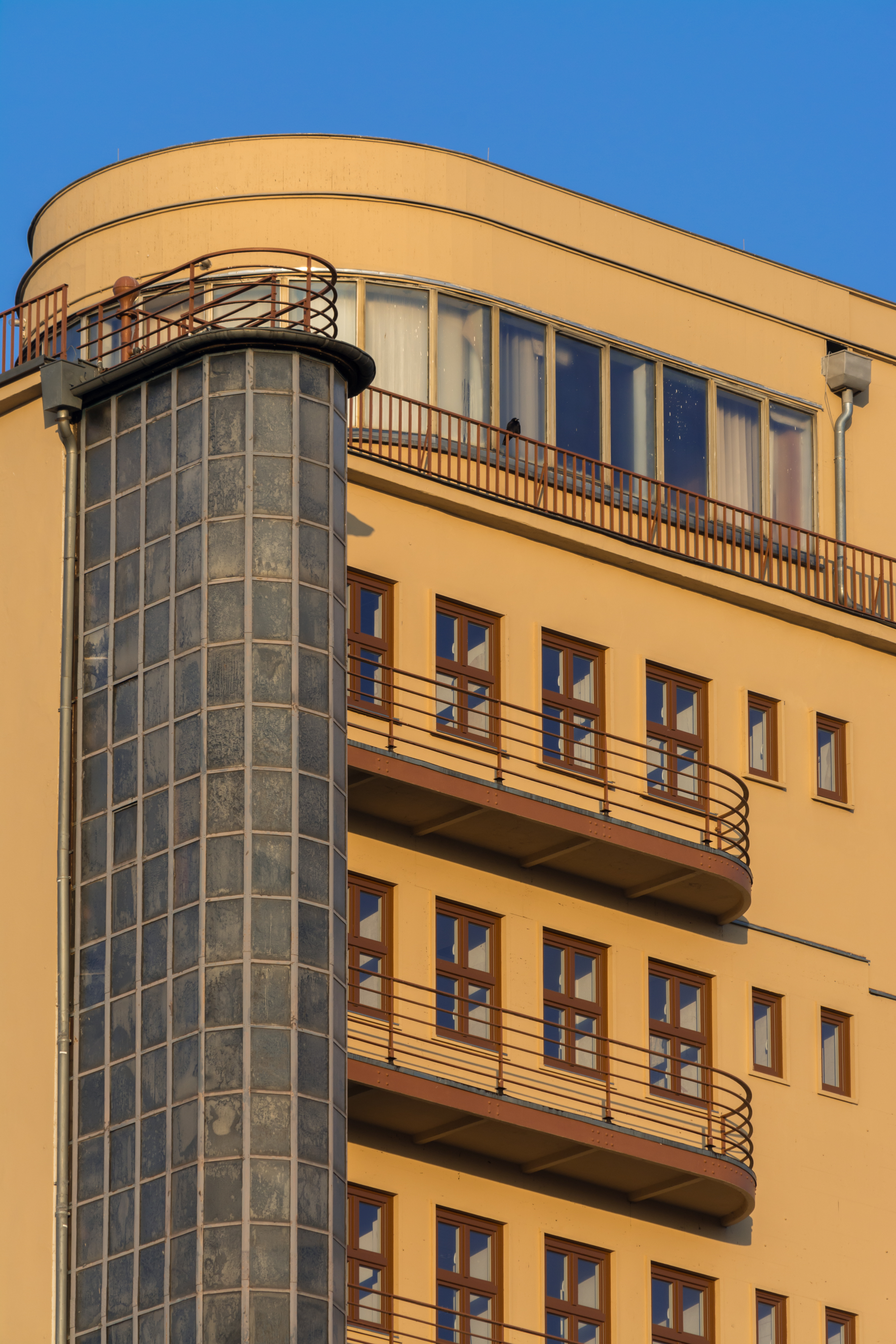
Rundungen im Stil der Stromlinien-Moderne

Das Faber-Hochhaus ist ein historisches Büro- und Geschäftshaus in Magdeburg, Bahnhofstraße 17, das 1930–1932 errichtet wurde und seit 2008 unter Denkmalschutz steht.

## Gebäude

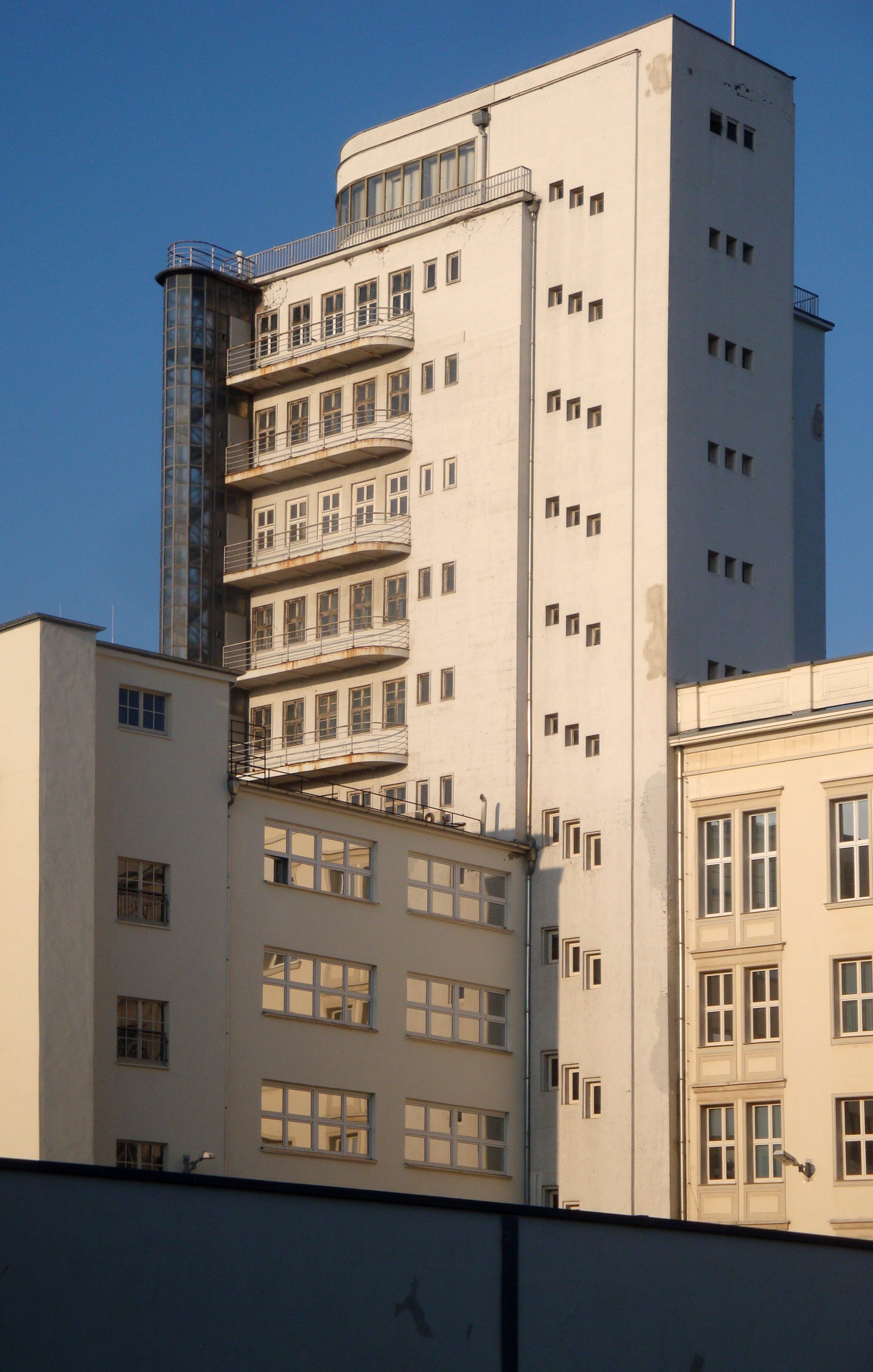
Faber-Hochhaus

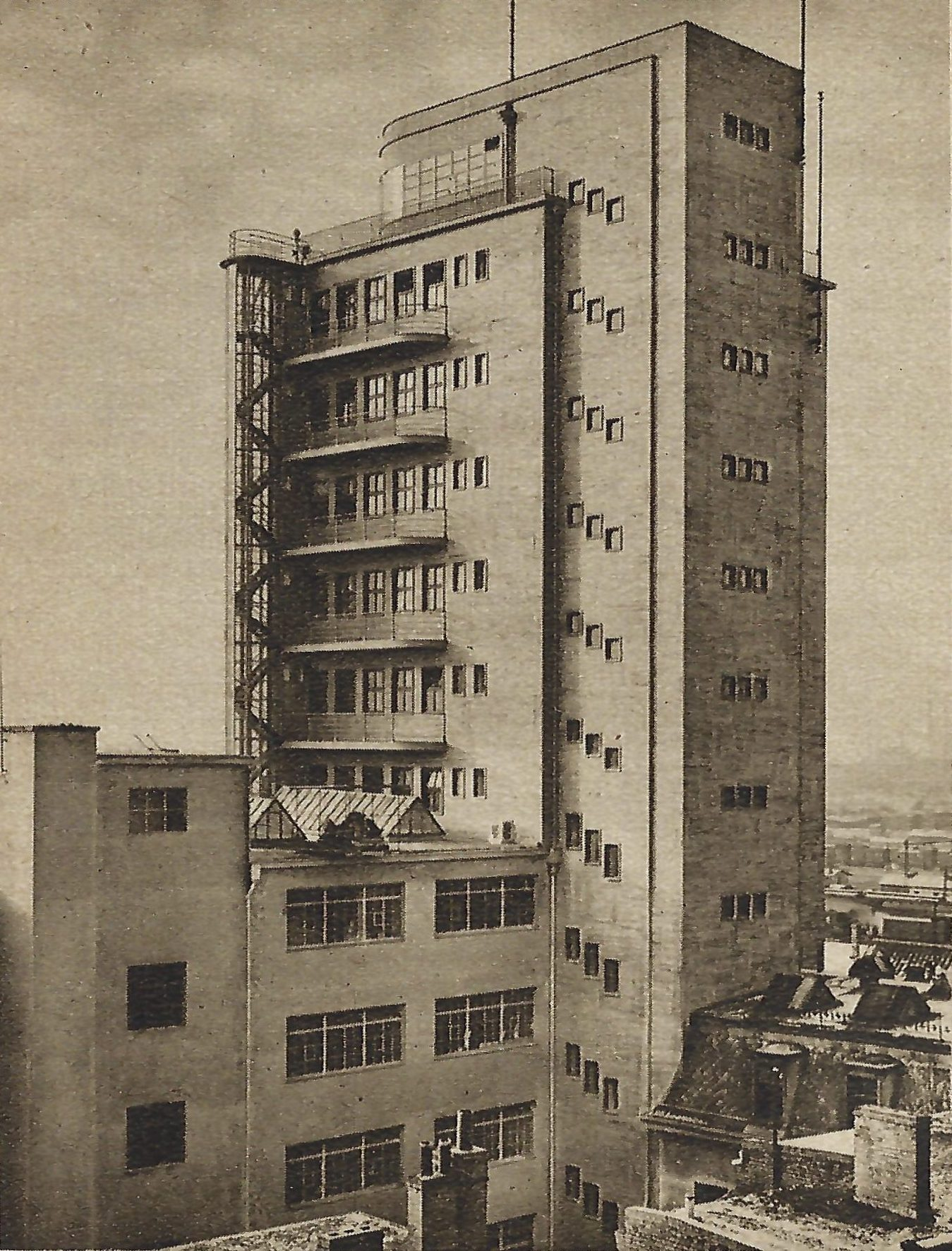
Hochhaus kurz nach der Fertigstellung

Das dreizehngeschossige, 45 Meter hohe Verlagshaus wurde 1930–1932 nach Entwurf des Architekten Paul Schaeffer-Heyrothsberge als erstes Hochhaus Magdeburgs für den Zeitungsverlag Faber errichtet. Das Gebäude wies zeittypische architektonische Elemente der klassischen Moderne auf: Natursteinverkleidung mit Travertin, rasterartige Lochfassaden auf allen vier Seiten sowie einen zentralen Treppenturm, der an der Außenfassade mit einer Geschosshöhe über das Flachdach hinausgezogen ist. Eine halbrund verglaste, laternenartige Wetterwarte bildete die Dachkrone des Hauses.
An der stadtseitigen Hauptschaufront des Gebäudes ist ein filigraner, röhrenförmiger Fluchttreppenturm in transparenter Stahl-Glas-Konstruktion integriert, dem sich zungenartige Balkone anschlossen. Mit späteren Einfügungen am Turmfuß aus den 1950er Jahren prägt das Gebäude die Magdeburger Stadtsilhouette und stellt zusammen mit dem von Albin Müller entworfenen Aussichtsturm im Stadtpark Rotehorn die einzige moderne Höhendominante aus der Zeit der 1920er Jahre des Magdeburger „Neuen Bauwillens“ dar.

## Geschichte
Der Baubeginn des Hochhauses, das als Geschäftshaus des Zeitungsverlags Faber dienen sollte, war im Jahr 1930. Fertiggestellt wurde das Gebäude 1932.
Im April 1933 wurde die Zeitung Volksstimme durch das NS-Regime verboten. 1944 wurde die Magdeburgische Zeitung mit der Zeitung „Der Mitteldeutsche – Neues Magdeburger Tageblatt“ zusammengelegt. Während des Luftangriffs auf Magdeburg am 16. Januar 1945 erlitt das Gebäude leichte Schäden durch die Bombardierung.
Nachdem die Volksstimme 1947 durch die SED neu gegründet worden war, diente das Hochhaus Redaktion und Druckerei dieser Zeitung. Weil das ursprüngliche Verlagsgebäude der Volksstimme in der Bombennacht vom 16. Januar 1945 zerstört worden war, wurde in den Jahren 1953 und 1954 ein fünfgeschossiger Flachdachflügel, der in neoklassizistischen Formen gehalten ist, gebaut. Auch wurde nach 1990 die historische Travertinverkleidung entfernt.
Im Januar 1992 ging die Volksstimme an den Heinrich Bauer Verlag über, der im Januar 2001 einen Abrissantrag für das Gebäude stellte, begründet mit den hohen Unterhaltskosten. Diesem Antrag widersprach das Landesverwaltungsamt 2004; es erlaubte lediglich den Abriss von Anbauten bzw. Nebengebäuden. Der Verlag ging in Berufung, die vom Oberverwaltungsgericht am 15. Dezember 2011 abgewiesen wurde.
Im Jahr 2008 wurde das Gebäude in die Denkmalliste der Stadt Magdeburg eingetragen.